# 2022年のNCAA男子バスケットボールオールアメリカン
2022年のNCAA男子バスケットボールオールアメリカン（英語: 2022 NCAA Men's Basketball All-Americans）は、2021-22シーズンのNCAAディビジョンI男子バスケットボールにおいて優秀な選手に授与される名誉。4つの組織、AP通信社 (AP) 、米国バスケットボールライター協会 (USBWA) 、スポーティングニュース (SN) 、全米バスケットボールコーチ協会 (NABC) より選出される。USABWA、SN、NABCはチーム選出のみだが、AP通信はチーム選出のほかに栄誉賞を設けている。
2021年 - 2022年 - 2023年
投票基準は、1stチームの投票で3ポイント、2ndチームの投票で2ポイント、3rdチームの投票で1ポイントを得る。ポイントの合計で上位5選手が1stチームを構成し、続く5選手が2ndチーム、更に続く5選手が3rdチームとなる。4つの団体が合意 (コンセンサス) のもとで構成される、コンセンサスオールアメリカンチームはセカンドチームまでの選出となる。

## コンセンサス・オールアメリカンチーム
PG - ポイントガード
SG - シューティングガード
PF - パワーフォワード
SF - スモールフォワード
C - センター
| 選手               | Pos. | 学年       | チーム           |
| ------------------ | ---- | ---------- | ---------------- |
| オチャイ・アバジ   | G    | シニア     | カンザス大       |
| コフィ・コーバーン | C    | ジュニア   | イリノイ大       |
| ジョニー・デイビス | G/F  | ソフォモア | ウィスコンシン大 |
| キーガン・マレー   | F    | ソフォモア | アイオワ大       |
| オスカー・シブエ   | F    | ジュニア   | ケンタッキー大   |

| 選手                   | Pos. | 学年           | チーム       |
| ---------------------- | ---- | -------------- | ------------ |
| パオロ・バンケロ       | F    | フレッシュマン | デューク大   |
| チェット・ホルムグレン | F    | フレッシュマン | ゴンザガ大   |
| ジェイデン・アイビー   | G    | ソフォモア     | パデュー大   |
| ベネディクト・マサリン | G    | ソフォモア     | アリゾナ大   |
| ジャバリ・スミス       | F    | フレッシュマン | オーバーン大 |
| ドリュー・ティミー     | F    | ジュニア       | ゴンザガ大   |

## 個々のチーム選出
| オールアメリカチーム   |                      |                        |                        |                        |                        |                  |
| オールアメリカチーム   | 1stチーム            | 1stチーム              | 2ndチーム              | 2ndチーム              | 3rdチーム              | 3rdチーム        |
| オールアメリカチーム   | 選手                 | 大学                   | 選手                   | 大学                   | 選手                   | 大学             |
| ---------------------- | -------------------- | ---------------------- | ---------------------- | ---------------------- | ---------------------- | ---------------- |
| AP通信                 | オチャイ・アバジ     | カンザス               | チェット・ホルムグレン | ゴンザガ               | ジェームズ・アキンジョ | ベイラー         |
| AP通信                 | コフィ・コーバーン   | イリノイ               | ジェイデン・アイビー   | パデュー               | パオロ・バンケロ       | デューク         |
| AP通信                 | ジョニー・デイビス   | ウィスコンシン         | ベネディクト・マサリン | アリゾナ               | コリン・ギレスピー     | ビラノバ         |
| AP通信                 | キーガン・マレー     | アイオワ               | ジャバリ・スミス       | オーバーン             | ウォーカー・ケスラー   | オーバーン       |
| AP通信                 | オスカー・シブエ     | ケンタッキー           | ドリュー・ティミー     | ゴンザガ               | E・J・リデル           | オハイオステート |
| AP通信                 |                      |                        |                        |                        | JD・ノータエ           | アーカンソー     |
| USBWA                  | オチャイ・アバジ     | カンザス               | パオロ・バンケロ       | デューク               | ジェームズ・アキンジョ | ベイラー         |
| USBWA                  | コフィ・コーバーン   | イリノイ               | ジェイデン・アイビー   | パデュー               | コリン・ギレスピー     | ビラノバ         |
| USBWA                  | ジョニー・デイビス   | ウィスコンシン         | ベネディクト・マサリン | アリゾナ               | チェット・ホルムグレン | ゴンザガ         |
| USBWA                  | キーガン・マレー     | アイオワ               | ジャバリ・スミス       | オーバーン             | ウォーカー・ケスラー   | オーバーン       |
| USBWA                  | オスカー・シブエ     | ケンタッキー           | ドリュー・ティミー     | ゴンザガ               | E・J・リデル           | オハイオステート |
| NABC                   | オチャイ・アバジ     | カンザス               | パオロ・バンケロ       | デューク               | ジェームズ・アキンジョ | ベイラー         |
| NABC                   | コフィ・コーバーン   | イリノイ               | ベネディクト・マサリン | アリゾナ               | コリン・ギレスピー     | ビラノバ         |
| NABC                   | ジョニー・デイビス   | ウィスコンシン         | キーガン・マレー       | アイオワ               | チェット・ホルムグレン | ゴンザガ         |
| NABC                   | ジェイデン・アイビー | パデュー               | ジャバリ・スミス       | オーバーン             | ジョニー・ジュザン     | UCLA             |
| NABC                   | オスカー・シブエ     | ケンタッキー           | ドリュー・ティミー     | ゴンザガ               | E・J・リデル           | オハイオステート |
| スポーティングニュース |                      |                        |                        |                        |                        |                  |
| オチャイ・アバジ       | カンザス             | チェット・ホルムグレン | ゴンザガ               | ジェームズ・アキンジョ | ベイラー               |                  |
| コフィ・コーバーン     | イリノイ             | ジェイデン・アイビー   | パデュー               | パオロ・バンケロ       | デューク               |                  |
| ジョニー・デイビス     | ウィスコンシン       | ベネディクト・マサリン | アリゾナ               | コリン・ギレスピー     | ビラノバ               |                  |
| キーガン・マレー       | アイオワ             | ジャバリ・スミス       | オーバーン             | E・J・リデル           | オハイオステート       |                  |
| オスカー・シブエ       | ケンタッキー         | ドリュー・ティミー     | ゴンザガ               | JD・ノータエ           | アーカンソー           |                  |

AP栄誉賞:
| - マックス・エイスミス, オーラル・ロバーツ - アーマンド・ベイコット, ノースカロライナ - タリ・イーソン, LSU - ザック・イディー, パデュー | - ロン・ハーパー・ジュニア, ラトガーズ - ジョニー・ジューザン, UCLA - デビッド・ロディー, コロラド州立 - アロンデス・ウィリアムズ, ウェイクフォレスト |